# Atherigona danbriensis
Atherigona danbriensis este o specie de muște din genul Atherigona, familia Muscidae, descrisă de Shinonaga și Thinh în anul 2004.
Este endemică în Vietnam. Conform Catalogue of Life specia Atherigona danbriensis nu are subspecii cunoscute.